# Kasina Wielka

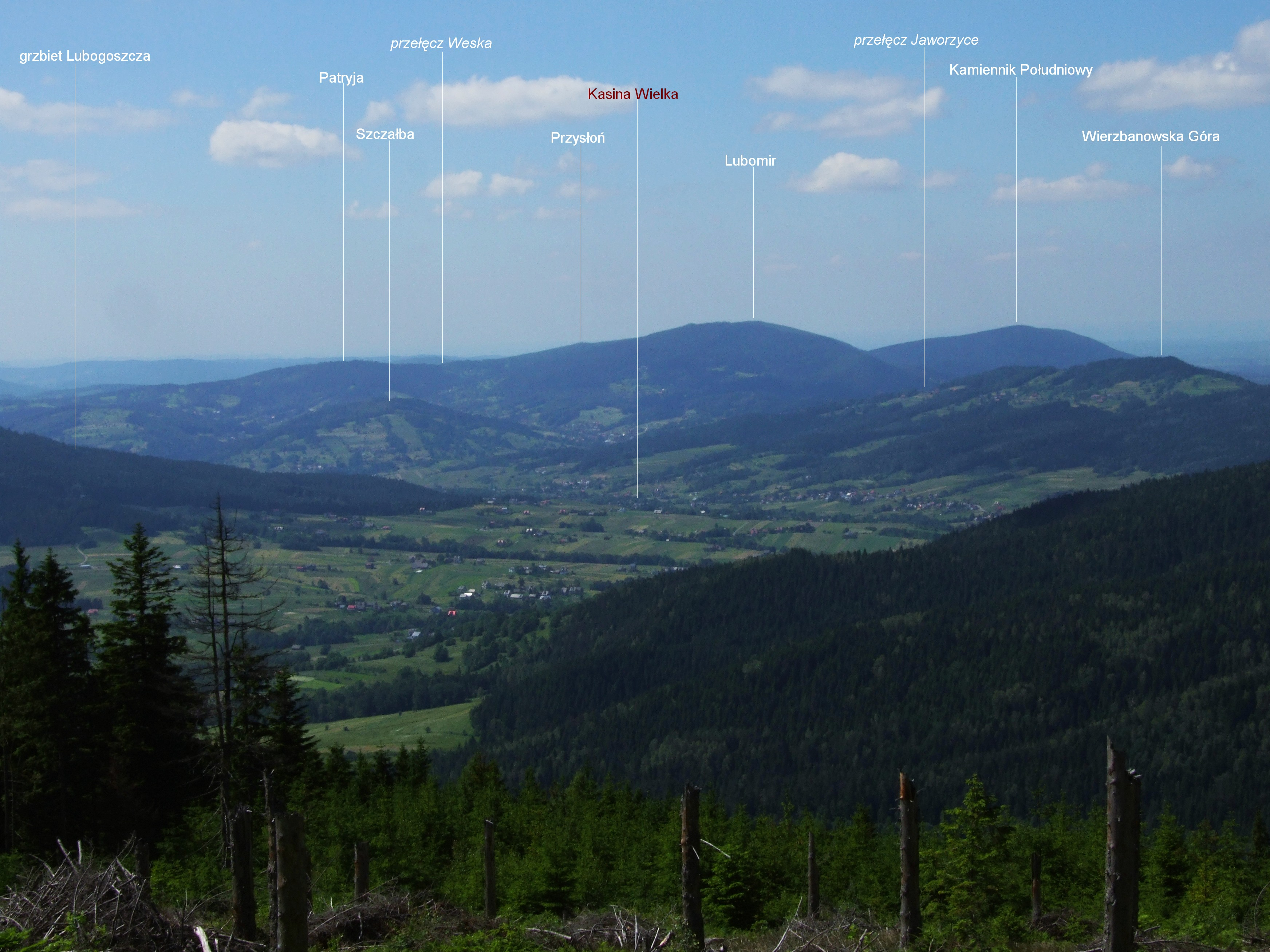
Położenie miejscowości

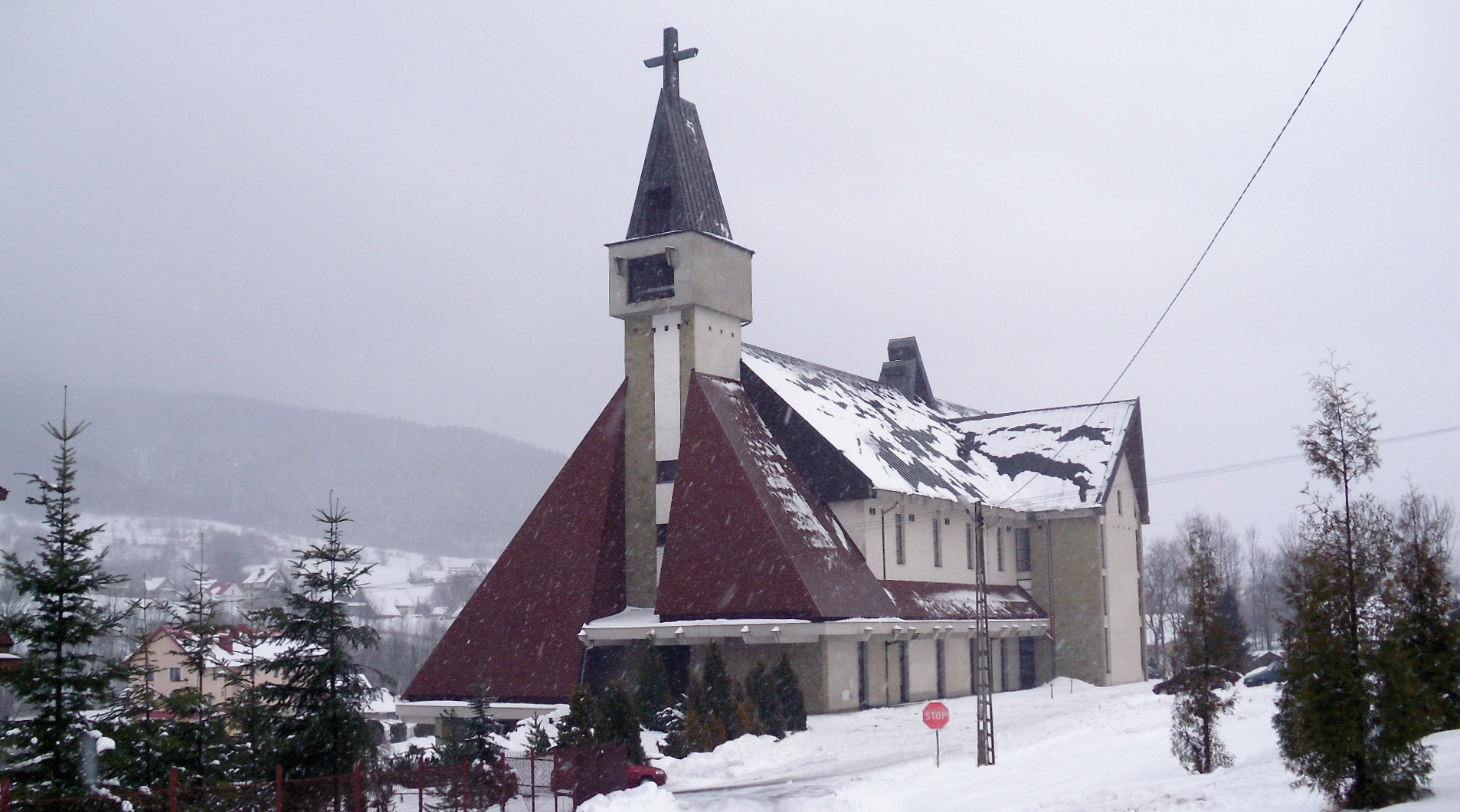
Kościół w Kasinie Wielkiej

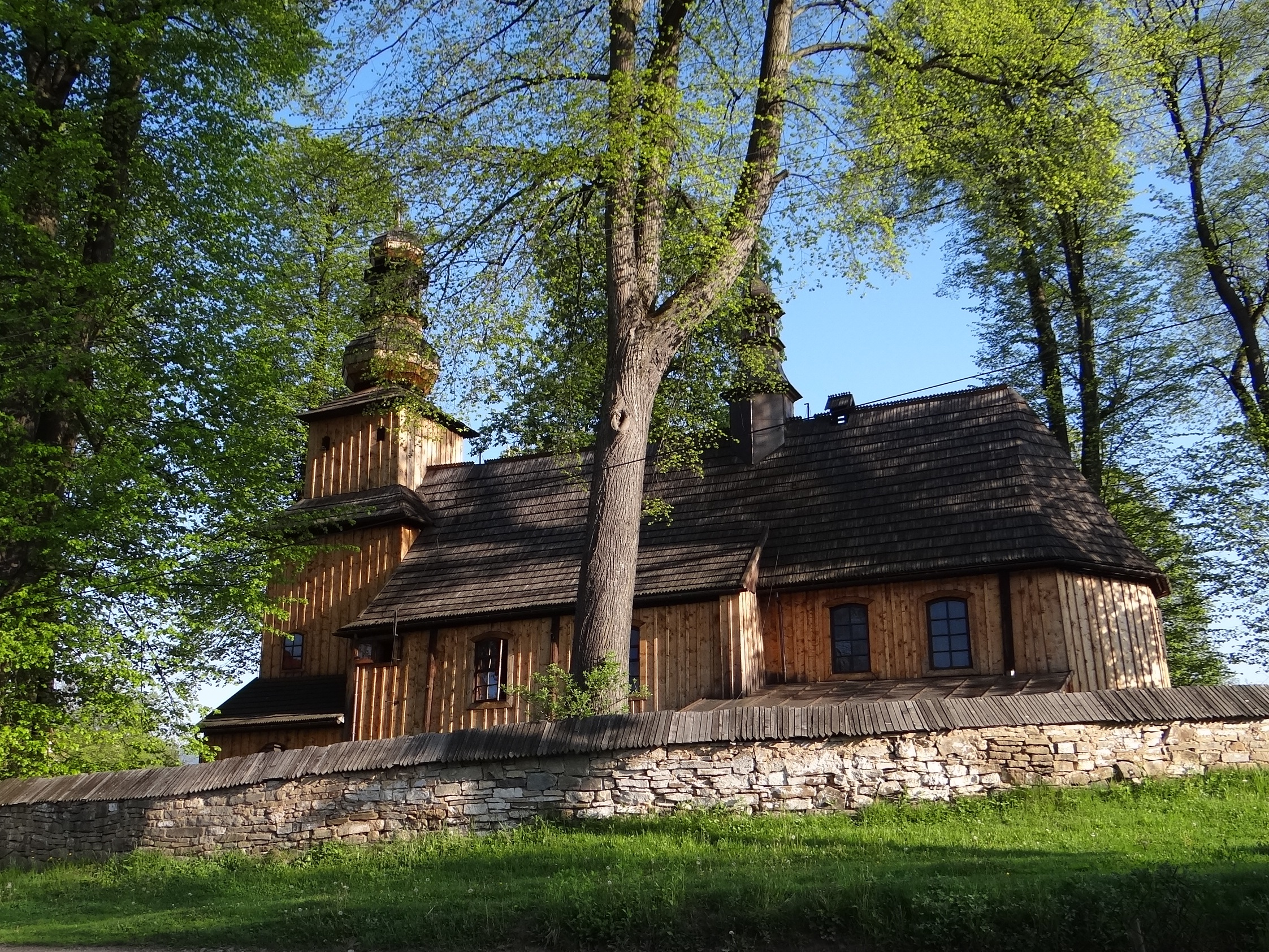
Zabytkowy kościół w Kasinie Wielkiej

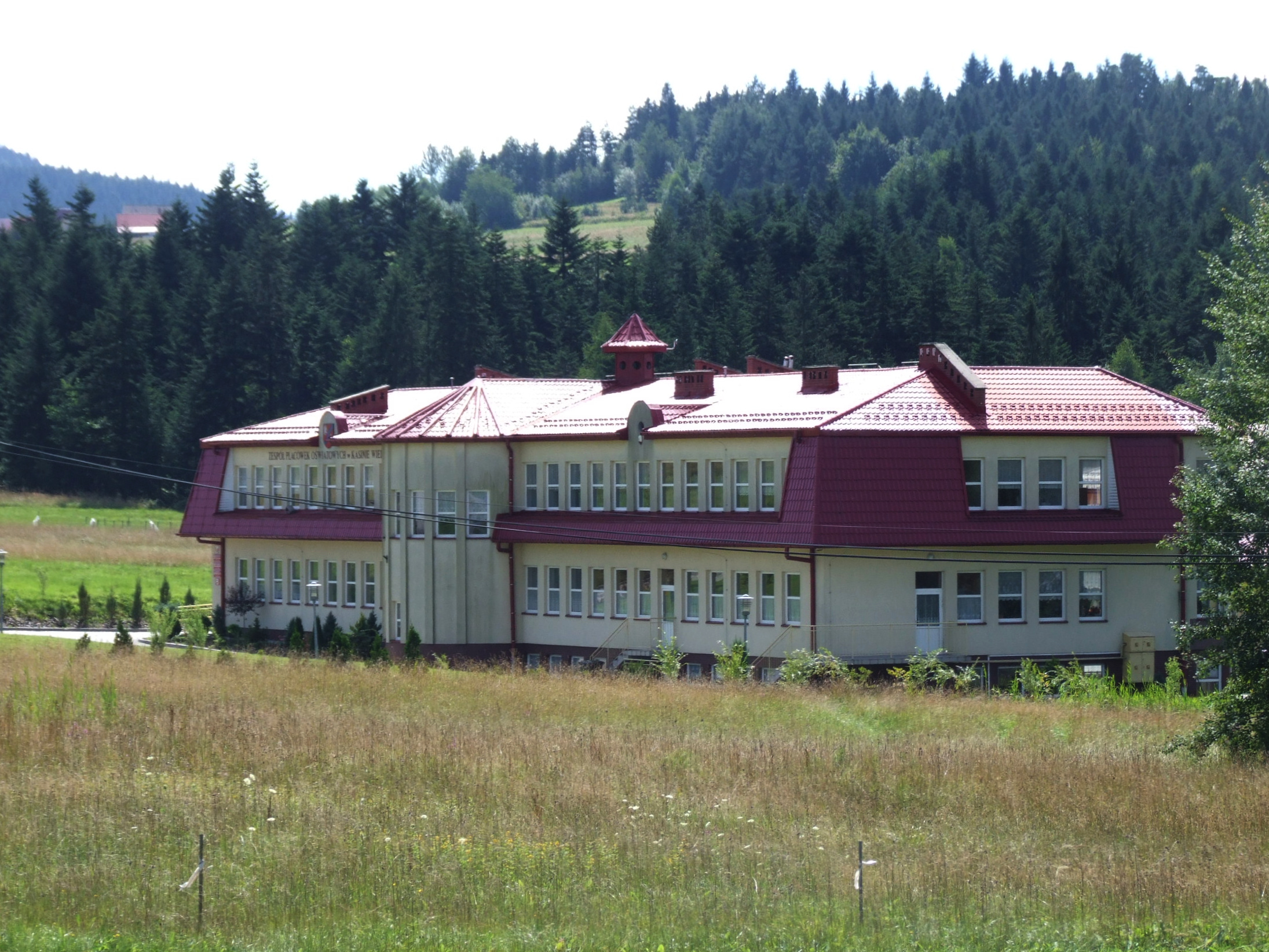
Szkoła

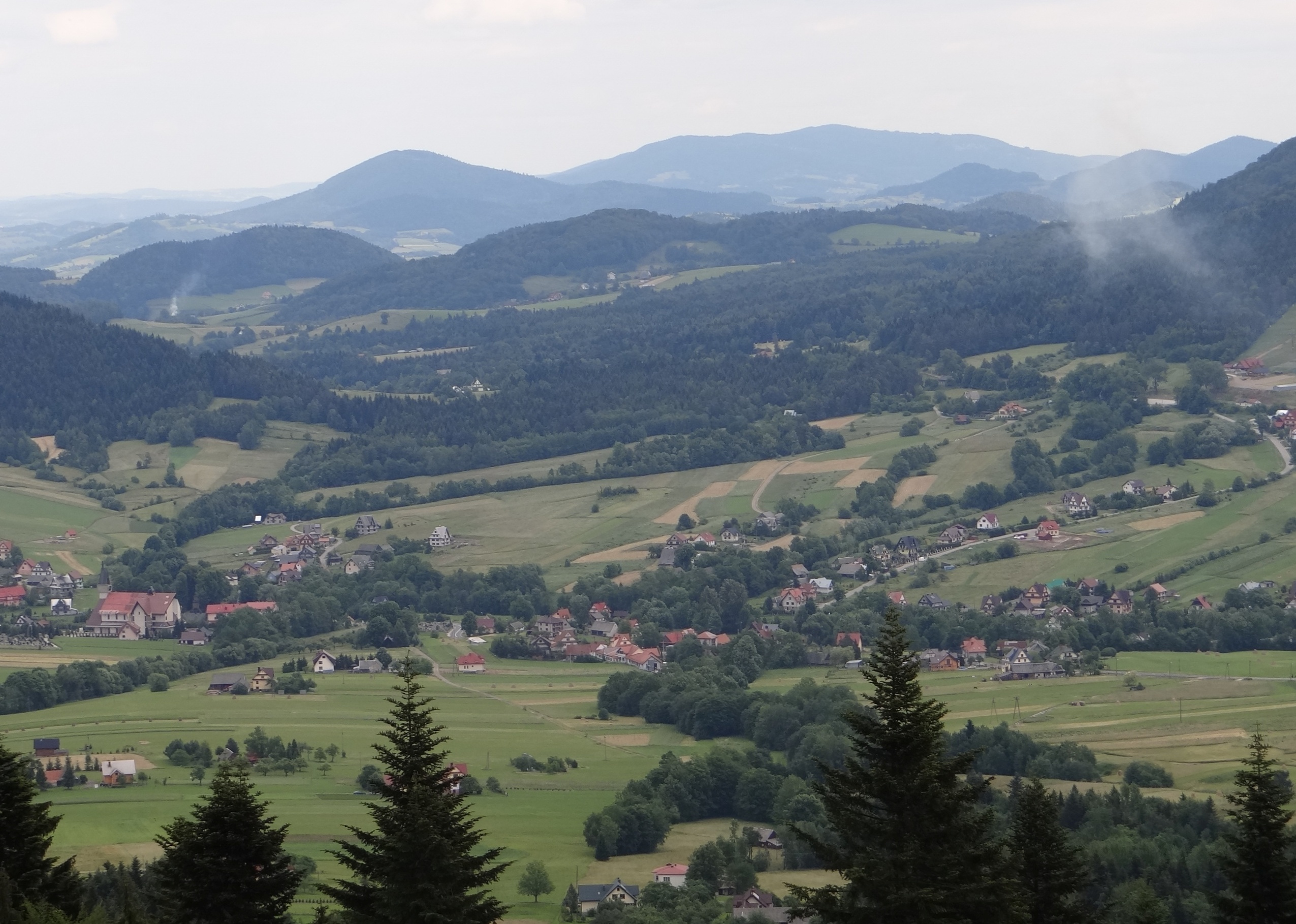
Kasina Wielka, widok z Lubogoszczy

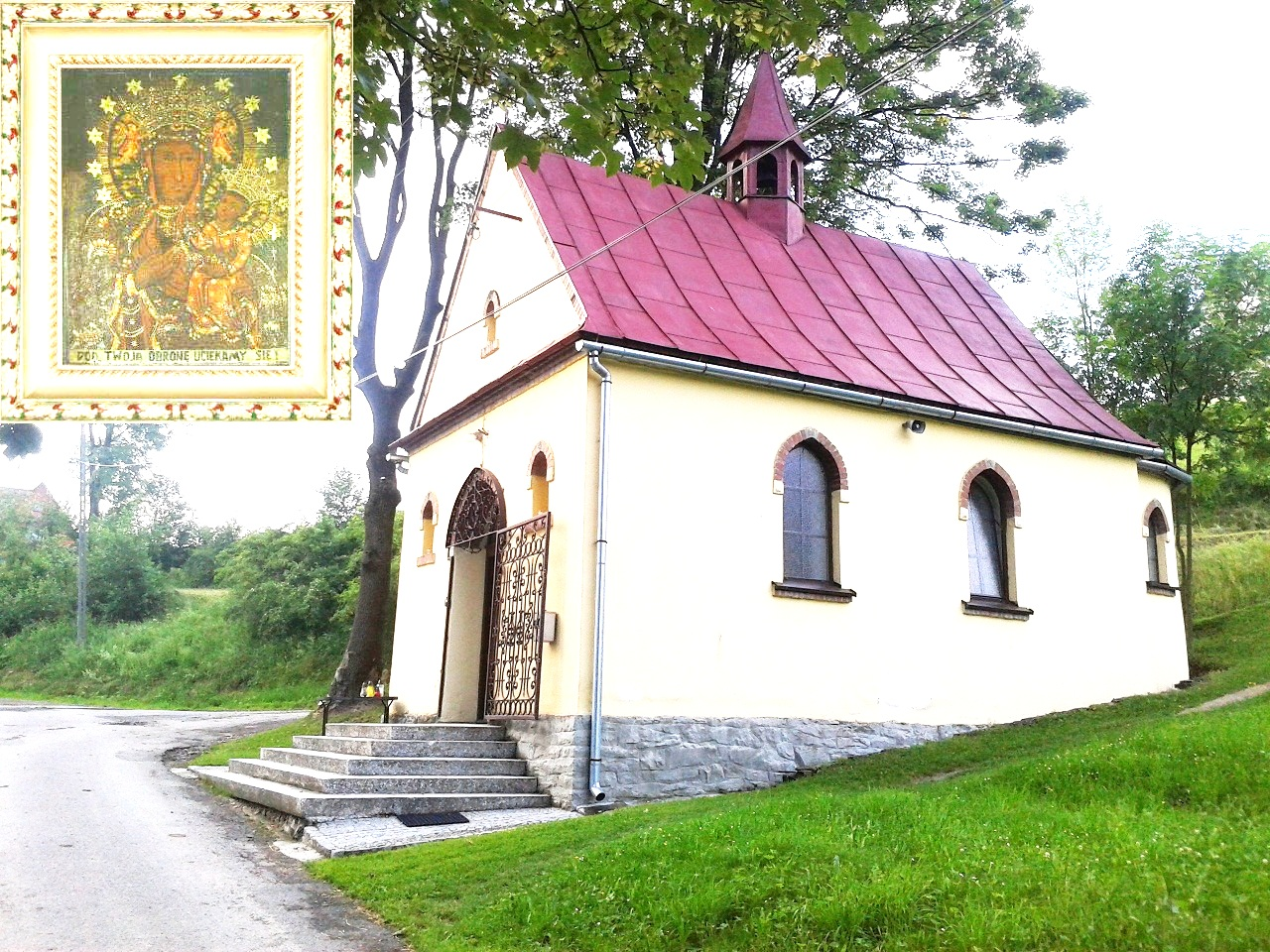
Kasina Wielka, kaplica Na Brzegu

Kasina Wielka (gór: Kosina) – wieś w Polsce, położona w województwie małopolskim, w powiecie limanowskim, w gminie Mszana Dolna.
W latach 1954–1961 wieś należała i była siedzibą władz gromady Kasina Wielka, po jej zniesieniu w gromadzie Mszana Dolna. W latach 1975–1998 wieś administracyjnie należała do województwa nowosądeckiego.
W centrum znajduje się Dom Pomocy Społecznej, nowy oraz stary kościół, ośrodek zdrowia, punkt apteczny oraz Dom Strażaka i szkoła (budynek „A”). W tzw. Górnej Kasinie znajduje się druga szkoła, czyli budynek „B” Zespołu Placówek Oświatowych Kasina Wielka. 
Zamieszkana jest przez górali zagórzańskich.

## Położenie
Kasina Wielka położona jest w Beskidzie Wyspowym, na wysokości 480–660 m n.p.m., między górami – Lubogoszczem, Śnieżnicą, Ćwilinem i Wierzbanowską Górą. Przez wieś przepływa rzeka Kasinianka uchodząca do Raby.

## Integralne części wsi
| przysiółki | Bieńki, Bogacze, Brzegi, Burdziany, Ceklarze, Chałupki, Chęcie, Chrustki (SIMC 0450750), Chrustki (SIMC 0451100), Cygale, Do Adama, Do Piotra, Drągi, Drągówka, Dziurki, Fornale, Gargasy, Gościeje, Gucie, Horniki, Jurki, Kalety, Kasina Dolna, Kasina Górna, Kiczmale, Kocuby, Kołacze, Kopytki, Kordy, Kotówka, Koty, Kubowicze Dolne, Kubowicze Górne, Lulki, Łacne, Łukasze, Mazgaje, Mistarze, Miśki, Nowaki, Paluszki, Pańskie, Pazdury, Pietry, Podlesie, Przymiarki, Puciaki, Puty, Rogi, Rusiny, Rynek, Sabury, Skalskie, Skowronki, Skwarczki, Spyrki, Sukówka, Szymony, Ściurki, Ślagi, Trzeciaki, Trzepaczki, Turonie, Wojtasie, Wójciki, Wrzecionki, Wydry, Ziemianiny, Ziębiaki, Żaby |

## Nazwa
Miejscowość ma metrykę średniowieczną i jest notowana od XIV wieku. Po raz pierwszy wymieniona została w 1398 jako Kassyna, 1424 Kaszyna, 1470-80 Qwaszina, 1505 Kassyna, 1508 Cassyna Maior, 1513 Kaschyna, Kassyna, 1529 Kassyna Maior, Kashina, 1564 Kasina Maior, 1581 Kaszyna więtsza, 1680 Kasina Wielka, 1882 Kasina wielka. Nazwa miejscowości pochodzi od nazwy kwasina, kwas – substancja kwaśna, wywołująca kiśnięcie, fermentację i nadana została wsi od przepływającej przez wieś rzeki Kasinianki, która w zapisach historycznych notowana była w tej samej formie jeszcze przed istnieniem miejscowości. W 1360 rzeka po łacinie zanotowana została w formie ad fluuium Cassyna (pol. rzeka Kasina). Inna teoria wiąże etymologię nazwy wsi z osadnictwem wołoskim i rum. cas i casina, które oznaczają miejsce, gdzie wyrabia się ser. Za wołoskim pochodzeniem nazwy przemawia fakt, iż w sąsiednich wsiach potwierdzono występowanie kolonizacji jak i lokacji na prawie wołoskim.

## Historia
Początki powstania wsi Kasina związane są z działalnością zakonu Cystersów ze Szczyrzyca, którzy za czasów Bolesława Wstydliwego otrzymali duże darowizny ziemskie w tej okolicy. Dokument z 10 maja 1254 wymienia rzekę Kasinę jako granicę nadanych ziem, nie wspomina jednak o osadnikach. Pierwsza oficjalna wzmianka o wsi i jej sołtysie pochodzi z czasów panowania Władysława Jagiełły, który zdecydował się sprzedać ją Andrzejowi Ratułdowi. Oznacza to, że Kasina przeszła na własność królewską. Po sprzedaży wieś kilkakrotnie zmieniała właścicieli.
W 1403 Kasina Wielka została oficjalnie lokowana na prawie magdeburskim.
Pierwotnie wieś należała do Radłutów. W 1498 wieś została zakupiona przez ród Niewiarowskich herbu Półkozic i pozostawała ich własnością przez blisko 100 lat. Niewiarowscy bardzo zasłużyli się dla Kasiny – m.in. Jan Niewiarowski ufundował w XVI wieku kościół, poświęcony w 1624 roku, który administrowany był przez proboszcza z parafii w Skrzydlnej. Aktualnie istniejący drewniany zabytkowy kościół oddano w 1678 roku na miejscu poprzedniego. Jego brat Przecław zdecydował się na podarowanie wsi zakonowi Dominikanów z Prądnika. Władza zakonna zapisała się w historii Kasiny raczej negatywnie, głównie ze względu na surowość kontrreformacji. Wedle zachowanych ksiąg gromadzkich wsi, w Kasinie Wielkiej spalono na stosie dwie pochodzące spod Krakowa kobiety posądzone przez wcześniej wspomnianych Dominikanów o czary.

### Okres rozbiorów Polski
Po rozbiorach Polski wieś znalazła się w zaborze austriackim. Za panowania Józefa II miała miejsce konfiskata dóbr zakonnych, jednak Dominikanie otrzymali zezwolenie na dalsze zarządzanie Kasiną. Ostatecznie utracili ją w 1804, kiedy to na licytacji nabył ją hrabia Wodzicki – właściciel Poręby Wielkiej. W tym samym roku została oficjalnie erygowana samodzielna parafia pod wezwaniem św. Marii Magdaleny.
W XIX-wiecznym Słowniku geograficznym Królestwa Polskiego miejscowość wymieniona jest jako Kasina wielka z Łopuszną. Wieś leżała wówczas w powiecie limanowskim w Galicji. Według szermatyzmu diecezji tarnowskiej z 1880 mieszkało w niej 2031 katolików oraz 39 izraelitów. Według austriackiego spisu ludności z 1881 miała ona 1926 mieszkańców.
Pod koniec XIX wieku największą posiadłość w miejscowości posiadał A. Żubrzycki. Liczyła ona 165 mórg roli, 25 mórg łąk i ogrodów, 12 mórg pastwisk i 466 mórg lasu. Pozostałe posiadłości liczyły 1831 mórg ziem uprawnych, 352 łąk i ogrodów, 666 mórg pastwisk i 857 mórg lasu. W miejscowości znajdował się wówczas tracz czyli tartak z napędem parowym oraz gminna kasa pożyczkowa z kapitałem 441 złotych.
W następnych latach wieś kilkakrotnie przechodziła w inne ręce. W 1901 roku z rąk Andrzeja Chwaliboga kupili dr Henry i Maria hr Krasińscy, od 1898 roku właściciele graniczącej z Kasiną Maszany Dolnej.
Na przełomie listopada i grudnia 1914 w okolicach Kasiny miały miejsce starcia między wojskami rosyjskimi a armią austro-węgierską, które osiągnęły kulminację 4 grudnia w bitwie pod pobliską Limanową. Pamiątką tych starć jest cmentarz wojenny.

### II wojna światowa
W rejonie wsi działania obronne w kampanii wrześniowej prowadziła 10 Brygada Kawalerii pułkownika Stanisława Maczka. Dnia 4 września 24 Pułk Ułanów, wspomagany przez kompanię czołgów Vickers natarł z zaskoczenia na Niemców zdobywając wzgórza w rejonie Kasiny Wielkiej i Mszany Dolnej. Podczas ataku zniszczono 3 wrogie czołgi. O świcie zaczęła się niezwykle zacięta walka o wzgórza wokół Kasiny. Walki, ze zmiennym szczęściem, toczyły się do zapadnięcia zmroku. Poranne natarcie wzmocnionego dwiema kompaniami czołgów 24 pułku ułanów. W kontrataku pod Kasiną Wielką brały udział także I batalion pułku piechoty KOP (dawny Batalion KOP „Snów I”) i dwie baterie artylerii. Dwa silne niemieckie kontrataki pancerne odrzuciły ułanów na poprzednie pozycje, którzy nazajutrz wycofali się.
Okres II wojny światowej w Kasinie to czas działalności partyzantów i żołnierzy Armii Krajowej oraz represji, którymi hitlerowcy karali w odwecie miejscową ludność. Najbardziej krwawym epizodem z tego okresu było rozstrzelanie 11 zakładników 11 listopada 1943 oraz kolejnych 8, 23 grudnia tego samego roku, w odwecie za działalność ruchu oporu.

### Okres powojenny
Współczesna Kasina Wielka to malownicza i spokojna miejscowość, korzystająca na rozwoju turystyki w regionie. Ważnym wydarzeniem były zdjęcia, jakie w 1993 kręcił na tutejszej stacji kolejowej Steven Spielberg do swego filmu Lista Schindlera, oraz Andrzej Wajda do filmu „Katyń”.

## Turystyka

### Walory turystyczne
- Wieś Kasina jest bardzo atrakcyjna turystycznie – przechodzące przez nią szlaki turystyki pieszej i rowerowej umożliwiają zwiedzanie nie tylko okolicznych, ale również dalszych wzniesień Beskidu Wyspowego. Noclegi zapewniają gospodarstwa agroturystyczne.
- Przez Kasinę przechodzi najwyżej położona w Polsce linia kolejowa z Nowego Sącza do Chabówki (już nieczynna).
- Na zachodnich stokach góry Śnieżnica należących do Kasiny jest długi na ok. 1300 m wyciąg narciarski – krzesełkowy.

### Szlaki turystyczne
– z Mszany Dolnej przez Lubogoszcz, Kasinę Wielką, Wierzbanowską Górę, Łysinę do Myślenic. Jest to fragment Małego Szlaku Beskidzkiego.
 – z Raciechowic przez Grodzisko, Ciecień, Kasinę Wielką, Śnieżnicę. Ćwilin, Mogielicę do Szczawy.

## Zabytki
Obiekty wpisane do rejestru zabytków nieruchomych województwa małopolskiego.
- Kościół parafialny pw. św. Marii Magdaleny.
Drewniany kościół pw. św. Marii Magdaleny z 1678 roku będący obiektem szlaku architektury drewnianej.
- Pomnik ku czci Żołnierzy 24 Pułku Ułanów z 1991 roku.

### Inne obiekty historyczne
- Budynek stacji kolejowej z 1884 roku;

- Nagrobki na cmentarzu parafialnym z XIX wieku;
- Cmentarz wojenny z okresu I wojny światowej z mogiłami żołnierzy poległych w starciach w okolicy Kasiny i Skrzydlnej;

- Kamień graniczny na szczycie Śnieżnicy z datą 1789 i napisem odnoszącym się do referendarza koronnego Stanisława Małachowskiego[17]
- kapliczka na polanie Mogiła z okresu II wojny światowej, wykonana z wieży polskiego czołgu Vickers, zniszczonego w walkach we wrześniu 1939[20];
- Kaplica na Brzegu – związana z lokalnym kultem obrazu Matki Bożej Częstochowskiej[25]

- XIX-wieczne kapliczki przydrożne[20].

## Osoby związane z Kasiną
- Stanisław Dobrowolski (1927-2013) – artysta rzeźbiarz, nazywany „Piewcą Karpat”.
- Józef Kaleta (1925-2007) – ekonomista, polityk, poseł na Sejm I, II i III kadencji, rektor Akademii Ekonomicznej we Wrocławiu.
- Justyna Kowalczyk (ur. 1983) – biegaczka narciarska, mistrzyni i multimedalistka olimpijska, mistrzyni i multimedalistka Mistrzostw Świata, czterokrotna zdobywczyni Pucharu Świata w biegach narciarskich.
- Halina Nowak (ur. 1970) – narciarka i biathlonistka.
- Jan Pazdur (1909-2001) – polski historyk techniki i archiwista, profesor.
- Lilian Seymour-Tułasiewicz (1912-2003) – pisarka, popularna w latach 60. i 70. XX wieku.
- Piotr Kaleciak (1915-1978) – społecznik, nauczyciel, etnograf, prezes Oddział Polskiego Towarzystwa Ludoznawczego w Mszanie Dolnej w latach 1972-1978.
- Bolesław Żaba (ur. 1956) – wójt gminy Mszana Dolna w latach 2010-2024.